# Schreberinae
Schreberinae Wallander & V. Albert, 2000 è una sottotribù di piante angiosperme appartenenti alla famiglia delle Oleaceae.

## Etimologia
Il nome della sottotribù deriva dal suo genere tipo Schrebera Roxb., 1799 il cui nome a sua volta è stato dato in onore del naturalista tedesco e medico Johann Christian Daniel von Schreber (1739-1810).  Il nome scientifico della sottotribù è stato definito dai botanici contemporanei Wallander e V. Albert nella pubblicazione "American Journal of Botany  - 87(12): 1841 (2000)" del 2000.

## Descrizione

### Portamento
Il portamento delle specie di questa sottotribù è arbustivo o arboreo (piccoli alberi). Le forme biologiche prevalenti sono fanerofite cespugliose (P caesp), ossia piante perenni e legnose (alte diversi metri), con gemme svernanti poste ad un'altezza dal suolo maggiore di 30 cm con portamento cespuglioso (= molto ramoso) e nano-fanerofite (NP), ossia piante perenni e legnose, con gemme svernanti poste ad un'altezza dal suolo tra i 30 cm e i 2 metri e più.

### Foglie

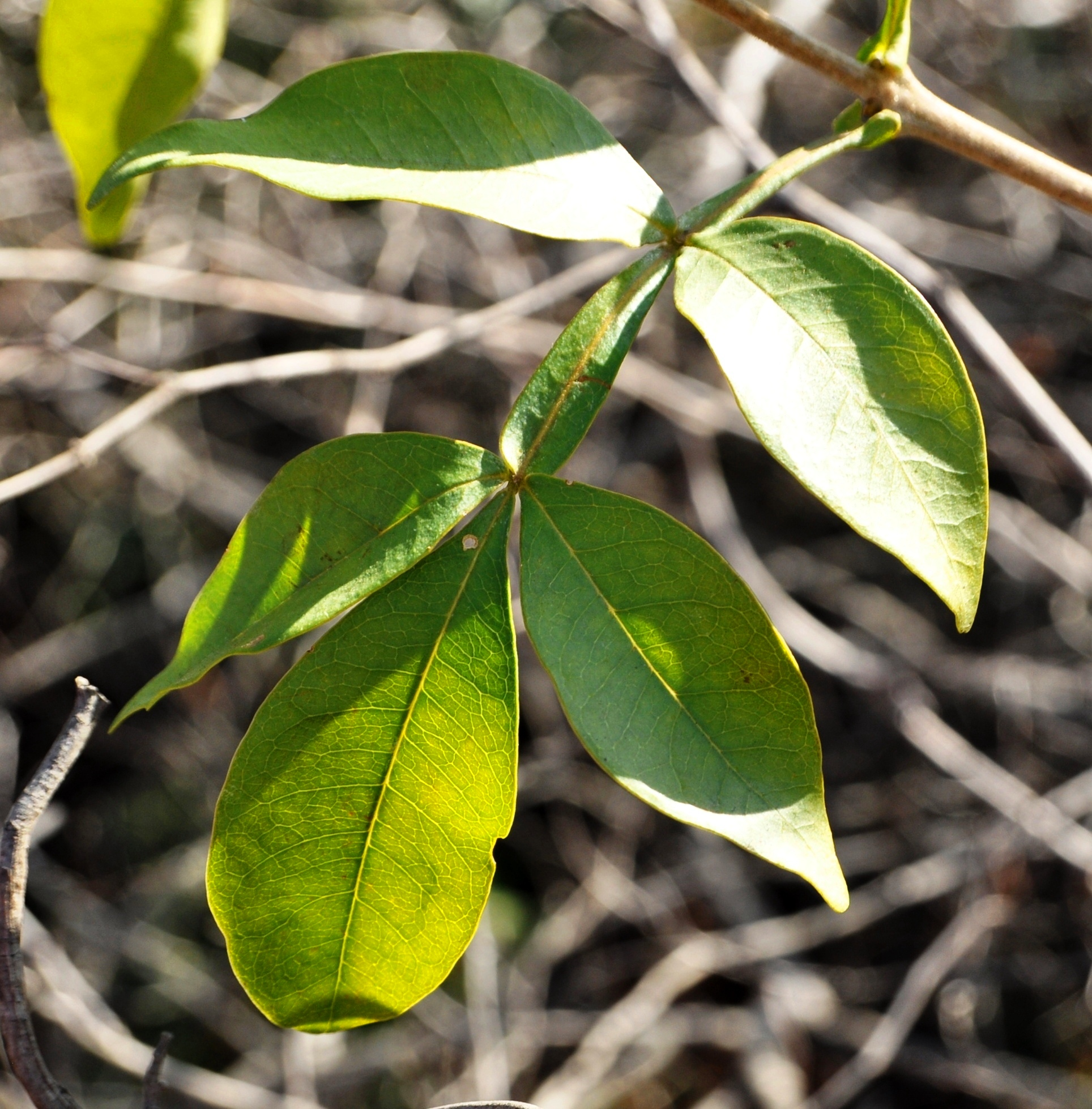
Le foglie
Schrebera alata

Le foglie lungo il caule sono disposte in modo opposto. La lamina è semplice oppure pennata o trifogliata.

### Infiorescenze
Le infiorescenze sono del tipo cimoso-panicolato, con portamento terminale o ascellare. I fiori possono essere sia pochi (3) che molti.

### Fiori

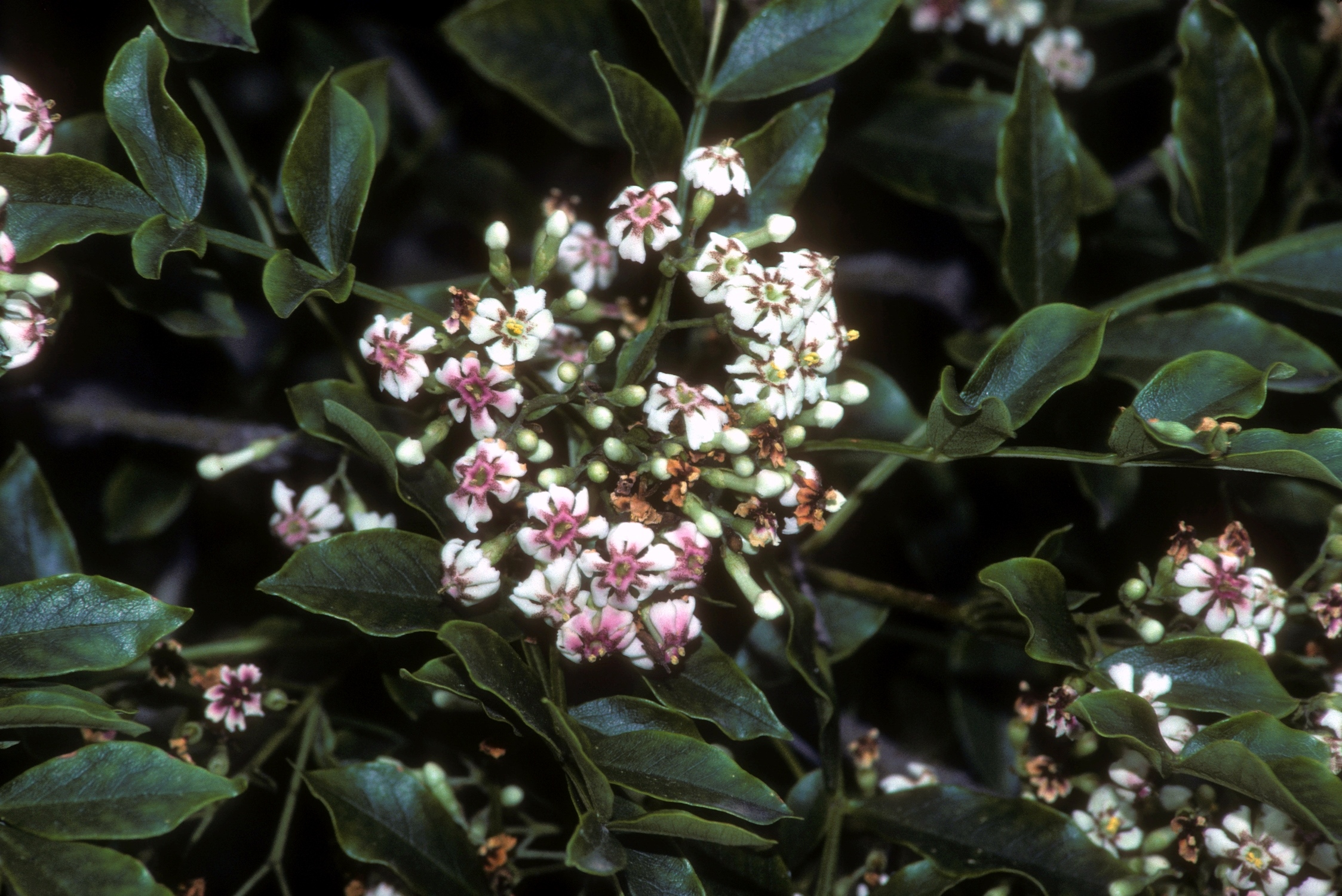
I fiori
Schrebera alata

I fiori sono ermafroditi, attinomorfi e tetraciclici (ossia formati da 4 verticilli: calice– corolla – androceo – gineceo) e tetrameri (ogni verticillo ha 4 elementi). In alcune specie i fiori sono del tipo eterostilo (Schrebera).
- Formula fiorale. Per la famiglia di queste piante viene indicata la seguente formula fiorale:[6][7]

* K (4), [C (4), A 2], G (2), supero, capsula.
- Il calice è gamosepalo con forme da campanulate a troncate; in genere è piccolo con 4 lobi o denti.

- La corolla è gamopetala, pelosa e con forme più o meno da cilindriche a imbuto (tipo ipocrateriforme: un lungo tubo terminante con lobi patenti). I lobi sono 4 - 7 disposti in modo embricato.

- L'androceo è formato da 2 stami inclusi e adnati al tubo della corolla. Le antere sono formate da due teche con deiscenza longitudinale. Il polline è tricolpato.

- Il gineceo è bicarpellato (sincarpico - formato dall'unione di due carpelli) ed ha un ovario supero, biloculare con 4 ovuli penduli per loculo. Gli ovuli sono provvisti di un solo tegumento e sono tenuinucellati (con la nocella, stadio primordiale dell'ovulo, ridotta a poche cellule).[9] La placentazione è assile. Lo stilo è unico e termina con uno stigma capitato.

### Frutti
Il frutto è capsula loculicida legnosa a forma di clava. I semi sono alati.

## Biologia
Le specie di questa tribù si riproducono per impollinazione mediata dagli insetti (impollinazione entomogama) o dal vento (impollinazione anemogama).
I semi cadendo (dopo aver eventualmente percorso alcuni metri a causa del vento - dispersione anemocora) a terra sono dispersi soprattutto da insetti tipo formiche (mirmecoria).

## Distribuzione e habitat
Le specie di questa sottotribù frequentano habitat tropicali dell'Africa (Madagascar) e dell'India.

## Tassonomia
La famiglia delle Oleaceae comprende 27 generi e circa 600 specie con distribuzione cosmopolita dalle regioni tropicali fino a quelle temperate.
La sottotribù è descritta all'interno della tribù Oleeae; tribù caratterizzata dalla presenza di flavoni glicosidi, ovario con 2 ovuli penduli per loculo, vasi multipli e fibre libriformi nel legno.
Il numero cromosomico delle specie di questo gruppo è: 2n = 46.

### Filogenesi
Nell'ambito della tribù Oleeae la sottotribù occupa una posizione interna tra la sottotribù Ligustrinae e la sottotribù Fraxininae. La distribuzione del genere Schrebera risulta disgiunta in Africa, in India e una specie nel Sud America (Schrebera americana), mentre il genere Comoranthus è presente solamente nell'areale del Madagascar, tuttavia entrambi i generi sono caratterizzati da capsule bivalve legnose (i frutti); anche alcuni studi anatomici del legno confermano la consistenza della sottotribù, mentre analisi filogenetiche sul DNA di tipo cladistico dimostrano che questi due generi formano un clade distinto.

### Generi e specie
La sottotribù è formata da due generi e circa una dozzina di specie:
- Comoranthus Knobl., 1934 - Distribuzione: Madagascar e isole Comore.

- Comoranthus madagascariensis H.Perrier, 1950
- Comoranthus minor H.Perrier, 1950
- Comoranthus obconicus Knobl., 1934

- Schrebera Roxb., 1799 - Distribuzione: Asia del sud-est, Sud America e Africa tropicale.

- Schrebera alata (Hochst.) Welw., 1869
- Schrebera americana (Zahlbr.) Gilg, 1901
- Schrebera arborea  A.Chev., 1912
- Schrebera capuronii  Bosser & R.Rabev., 1985
- Schrebera kusnotoi  Kosterm., 1953
- Schrebera orientalis  Bosser & R.Rabev., 1985
- Schrebera swietenioides  Roxb., 1799
- Schrebera trichoclada  Welw., 1869